# Bijela (Republika Serbska)
Bijela (cyr. Бијела) – wieś w Bośni i Hercegowinie, w Republice Serbskiej, w gminie Višegrad. W 2013 roku liczyła 33 mieszkańców.